# Crime Without Passion
Crime Without Passion é um filme estadunidense de 1934, do gênero drama criminal, dirigido por Ben Hecht e Charles MacArthur. Este é o primeiro dos quatro filmes que ambos escreveram, produziram e dirigiram para a Paramount Pictures. Segundo o cameraman Lee Garmes, na verdade foi ele quem dirigiu de 60% a 70% do produto final.Claude Rains mostra o rosto pela primeira vez no cinema, já que em The Invisible Man, seu primeiro trabalho, só se ouve sua voz.

## Sinopse
Lee Gentry é um brilhante advogado que se considera acima da Lei. Ansioso para terminar sua relação com a dançarina Carmen Brown, ele a acusa de estar traindo-o com Eddie White, seu antigo namorado, e acaba matando-a acidentalmente. Isso feito, cai nos braços da socialite Katy Costello, enquanto usa seus profundos conhecimentos das leis para preparar cuidadosamente seu álibi. Tudo vai bem até que Della, uma amiga de Carmen, começa a desconfiar. Pior: ao chegar ao clube onde Carmen trabalhava, Lee a vê executando o mesmo número de sempre!

## Elenco
| Ator/Atriz      | Personagem    |
| --------------- | ------------- |
| Claude Rains    | Lee Gentry    |
| Margo           | Carmen Brown  |
| Whitney Bourne  | Katy Costello |
| Stanley Ridges  | Eddie White   |
| Leslie Adams    | O'Brien       |
| Charles Kennedy | Norton        |
| Paula Trueman   | Buster Malloy |
| Greta Granstedt | Della         |

## Principais prêmios e indicações
| Prêmio                   | Categoria(s) Indicada(s) | Categoria(s) Premiada(s) |
| ------------------------ | ------------------------ | ------------------------ |
| National Board of Review | Melhor Filme             | ---                      |